# Őssejt

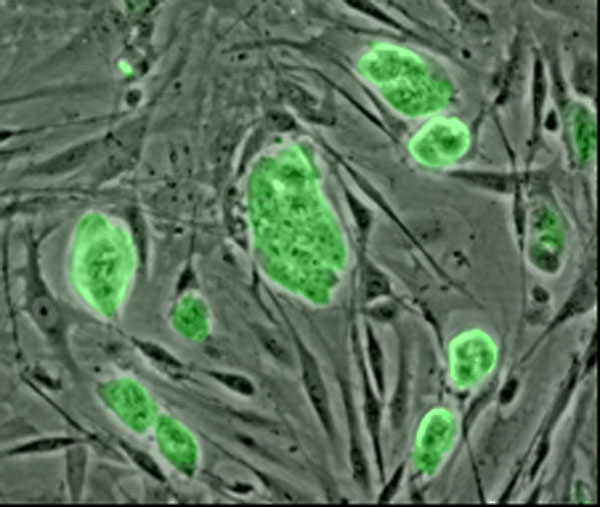
Fluoreszcens markerrel megjelölt egér-őssejtek

Az őssejtek a legtöbb, ha nem az összes többsejtű élőlényben megtalálható sejtek. Különlegességük, hogy mitotikus sejtosztódással széles körben képesek a szervezet speciális funkciót ellátó testi sejtjeivé differenciálódni. Az őssejtek kutatása az 1960-as években Ernest A. McCulloch és James E. Till kanadai kutatók eredményeiből indult ki.
Az emlősök őssejtjei két fő típusra oszthatók: az embrionális őssejtek a blasztocisztákban (hólyagcsíra állapotban lévő sejtegyüttes, amelynek egy részéből később kialakul az embrió), a felnőtt őssejtek (vagy szöveti őssejtek) pedig a felnőtt szövetekben találhatók meg. A fejlődő embrióban az őssejtek az összes specializált magzati szövetté képesek átalakulni. A felnőtt szervezetben az őssejtek és az előd- (progenitor) sejtek a test javító mechanizmusaként szolgálnak, a specializált sejteket felfrissítve, ugyanakkor a folyamatosan megújuló szerveknek – mint a vér, bőr vagy az emésztőrendszer szövetei – normális megújulásában is közreműködnek.
A mai biotechnológia képes arra, hogy sejtkultúrában őssejteket növesztve különböző szövettípusoknak (izmok, idegek) megfelelő specializált sejtekké transzformáljon, ezért terápiás használatukat tervezik. Különösen az embrionális sejtvonalak, a terápiás klónozással nyert embrionális őssejtek és a még meglehetősen képlékeny köldökzsinórvérből vagy csontvelőből származó felnőtt őssejtek felhasználása ígéretes.

## Az őssejtekről
Az új élet fogantatásakor a kialakuló zigóta (megtermékenyített petesejt) osztódni kezd és a belőle képződő sejtcsoport a petevezetékben a méh felé vándorolva beágyazódik a fogadására felkészült méhnyálkahártyába. A korai csíra még „mindenre-képes” (totipotens) sejtekből áll. A magzati fejlődés 15. napján kezdődik meg az embrió kialakulása. Az embrióban a sejtek már specializálódnak: csíralemezek alakulnak ki, amelyekből később idegsejtek, izomsejtek, hámsejtek stb. képződnek. Mindezek áraként a sejtek elveszítik „mindenre képes” esélyüket.
A magzati fejlődés során kis számban megmaradnak olyan nem-specializálódott sejtek is, melyeket szöveti őssejteknek nevezünk. A születéskor a köldökzsinórból nyert vér is ilyen őssejteket tartalmaz.
A köldökzsinórvérből az őssejtek kiválaszthatók és életképesen megőrizhetők. Így a későbbiekben bármikor felhasználhatók esetleges betegségek kezelése céljából. Az őssejtek ugyanis képesek különböző típusú szöveti sejtekké átalakulni, ezáltal a károsodott sejtek, szövetek és a jövőben szervek pótlására, regenerálására. Az őssejtek tehát életbevágó fontosságú egészségmegőrző szerepet tölthetnek be a szervezetünkben. Jelenleg azonban, több mint 10 évnyi kutatás után sincs elfogadott (nem kísérleti) terápiás célú felhasználása az őssejteknek; nem utolsósorban azért, mert a magzati őssejtek közvetlen befecskendezése után valamilyen jelre van szükség ahhoz, hogy éppen a megfelelő típusú sejtekké differenciálódjanak, és ne például tumorsejtekké.

## Őssejttípusok

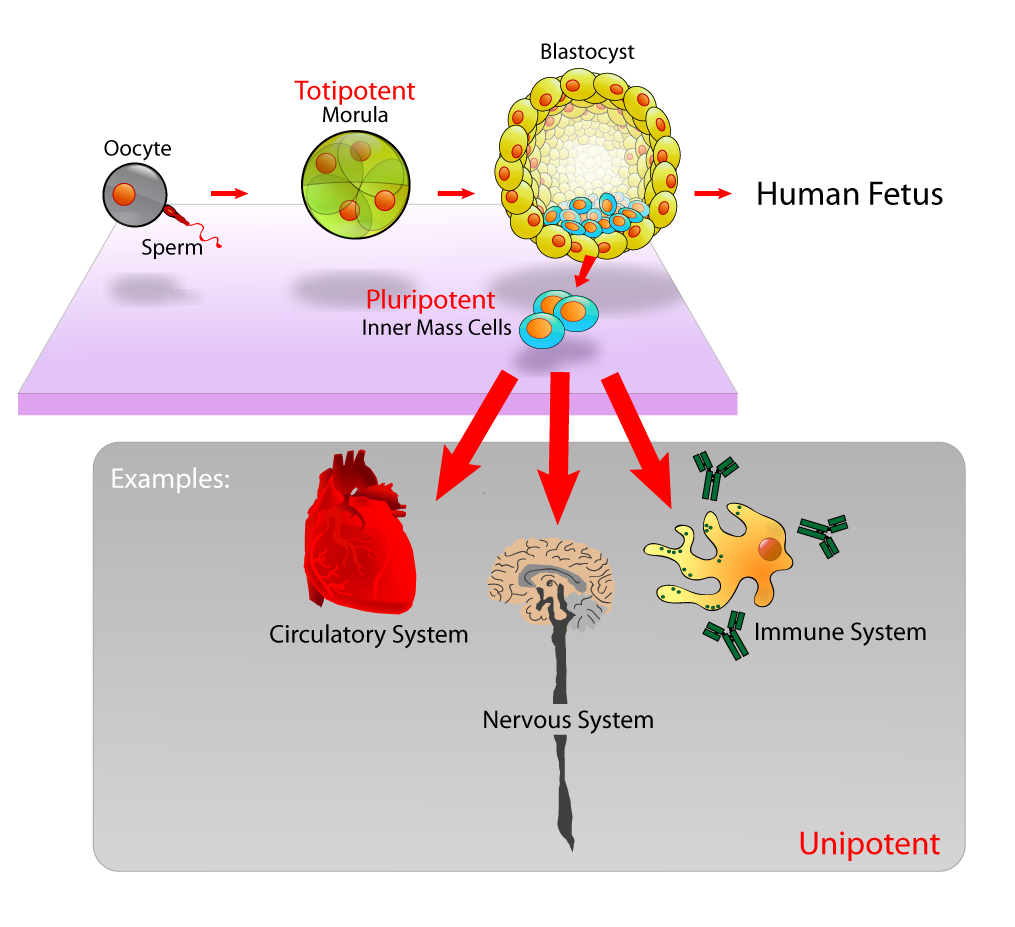
Pluripotent, embryonic stem cells originate as inner mass cells within a blastocyst. The stem cells can become any tissue in the body, excluding a placenta. Only the morula's cells are totipotent, able to become all tissues and a placenta.

Az őssejteknek különböző típusait különböztethetjük meg.
- Totipotens őssejt: az összes (embrionális és extraembrionális) szövet és szerv létrehozására képes. Totipotens sejtnek tekintjük a megtermékenyített petesejtet.
- Pluripotens őssejt: Csökkent potenciával rendelkező őssejt, mely nem képes extraembrionális szövet létrehozására, de mindhárom csíralemez kialakítására és ivarsejtek képzésére is alkalmas. Ilyen az embrionális őssejt.
- Multipotens őssejt: Csökkent potenciával rendelkező őssejt, mely nem képes ivarsejt létrehozására, de bármely más sejttípus kifejlődhet belőle. Ilyenek a szervezet szöveti őssejtjei.
- Unipotens őssejt: egyetlen sejttípust képes előállítani, de képes a megújulásra, ami megkülönbözteti a nem őssejt testi sejtektől (pl. izom-őssejtek).

## A gyógyászatban alkalmazott őssejtforrások
Szöveti őssejtek a szervezet számos szövetében megtalálhatók. Ezek az őssejtek biztosítják egy életen át a folyamatosan használódó sejtek újraképződését, annak köszönhetően, hogy az adott szöveti környezetben képesek különböző, a szövetet alkotó speciális funkciót ellátó sejtekké alakulni. Három jól ismert és terápiában alkalmazott őssejtforrás a csontvelő, a perifériás vér és a köldökzsinórvér.
- Csontvelő: A csontvelő főként vérképző őssejteket tartalmaz. A vérképző őssejtekből alakulnak ki elsősorban a vörösvérsejtek, a fehérvérsejtek, valamint a vérlemezkék. A csontvelői őssejtek nyerése altatásban vagy gyakrabban spinális érzéstelenítésben, a hátsó csípőtövisekből, esetleg a szegycsontból történik.
- Perifériás vér: Nagy dózisú, kolóniastimuláló-faktor (CSF) előkezelés hatására a csontvelőből nagy mennyiségű őssejt és elkötelezett elődsejt (progenitor sejt) kerül a perifériás vérbe. A transzplantációra alkalmas őssejtek gyűjtése a kezelést követően a keringő vérből történik.
- Köldökzsinórvér: A köldökzsinórvér és az ebből nyerhető őssejtek gyűjtése teljesen fájdalom- és kockázatmentesen történik közvetlenül az újszülött születését követően. Továbbá a méhlepényben és a köldökzsinórban visszamaradt vér a szülés után orvosi hulladékként megsemmisítésre kerülne, amennyiben nem rendelkeznek az abból kinyerhető őssejtek megőrzéséről.

## Az őssejtek jelenlegi gyakorlati alkalmazása
A köldökzsinórvér-őssejteket emberben először a csontvelő-elégtelenségben szenvedők kezelésére használták, mivel a köldökzsinórvér-őssejtek könnyen alakulnak át csontvelői sejtekké.
Alkalmazásuk előnyösebb volt a korábban szokásos, más emberből származó csontvelővel végzett transzplantációknál. A köldökzsinórvér-őssejtek ilyen célú hasznosítása is ritkábban okozott kilökődést. Másrészt az eddigi tapasztalatok szerint a köldökzsinórvér-őssejtek ilyen célú alkalmazása hatékonyabb a felnőttek csontvelő beültetésénél.
Az őssejteket a károsodott területre juttatva képesek arra, hogy a károsodott szöveteket regenerálja, újra életképessé tegye. A csontvelő rosszindulatú daganatos betegségeiben, pl. a fehérvérűség különböző típusaiban, alkalmas a betegek hatékony kezelésére. Az olyan rosszindulatú daganatos betegségekben, amelyek sugárterápiát és/vagy citosztatikus (kemoterápia) kezelést igényelnek, hasznos lenne ezeket minél nagyobb adagban alkalmazni a gyorsan osztódó rákos sejtek elpusztítására. Ennek azonban határt szab az ugyancsak gyorsan osztódó vérképzőszervek sejtjeinek nem-kívánt károsodása. Az őssejtek rendelkezésre állása azonban megengedhetővé teszi a sugár- és kemoterápia dózisának a növelését, ezáltal pedig a daganatos sejtek hatékonyabb elpusztítását, mivel a károsodott sejtek az őssejtekből származó csontvelő beültetésével pótolhatók.

## Az őssejtek jövőbeni felhasználási lehetőségei
Az őssejtkutatás sokat ígérő eredményei alapján az őssejtek azon képességének kihasználásával, hogy különböző szöveti funkcióba léptethetőek, sok más betegségben is hasznosíthatók lesznek. A neves szaklapok, mint a Nature, a Science stb., szinte minden héten beszámolnak új és fontos fejleményekről az őssejtkutatásban, az őssejtek jövőbeni felhasználásának további sokat ígérő lehetőségeiről.
A jövőben az olyan jelenleg nem, vagy korlátozott hatékonysággal kezelhető betegségek, mint az Alzheimer- és Parkinson-kór, az agyvérzés, bizonyos izomsorvadások stb. esetén is az őssejtterápiától várják az előrelépést. Több közlemény jelent már meg, igazolásaként annak, hogy az őssejtek laboratóriumi körülmények között képesek például inzulintermelő szigetsejtekké alakulni. Ezzel remény látszik arra, hogy a cukorbetegség bizonyos fajtáinál az őssejtek beültetésével végre gyógyíthatóvá válhat a betegség és kiküszöbölhető lesz a naponkénti injekciós inzulinkezelés.
Egy másik példa alapján, laboratóriumi körülmények között köldökzsinórvér-őssejtekből előállított idegsejtek működőképesek, így a neurológiai betegségek – pl. stroke vagy gerincsérülés – esetén vizsgálják a felhasználhatóságukat.
Egy másik fontos alkalmazási területe a szívinfarktuson átesetteknél őssejteket juttatva a károsodott szívizomzatba, képesek voltak szívizomsejteket létrehozni és a szövet regenerálódását elősegíteni.
A biotechnológiai ipar szintén ígéretes területe a „tissue engineering”, mégpedig a szövetek és szervek előállítása őssejtekből. Célja olyan szövetek előállítása, melyek segítségével akár szívbillentyűk, ízületek, porckorongok hozhatók létre, hogy aztán beültetve átvegyék a beteg szövetek, szervek funkcióját.
Az őssejteknek szerepük lehet a génterápiában is. Az őssejtben a hibás gének egészségesre való lecserélésével lehetséges lehet – autológ transzplantáció útján – a betegek gyógyítása a „javított” őssejtek beültetésével.
Az őssejtek hatékonyabb felhasználása érdekében számos kutatóintézetben dolgoznak olyan módszerek kifejlesztésén, melyekkel az őssejtek mesterségesen szaporíthatók lesznek.

## Külső hivatkozások
- Őssejt.lap.hu - linkgyűjtemény